# Bulbophyllum frostii
Bulbophyllum frostii är en orkidéart som beskrevs av Victor Samuel Summerhayes. Bulbophyllum frostii ingår i släktet Bulbophyllum och familjen orkidéer.
Artens utbredningsområde är Vietnam. Inga underarter finns listade i Catalogue of Life.

## Bildgalleri

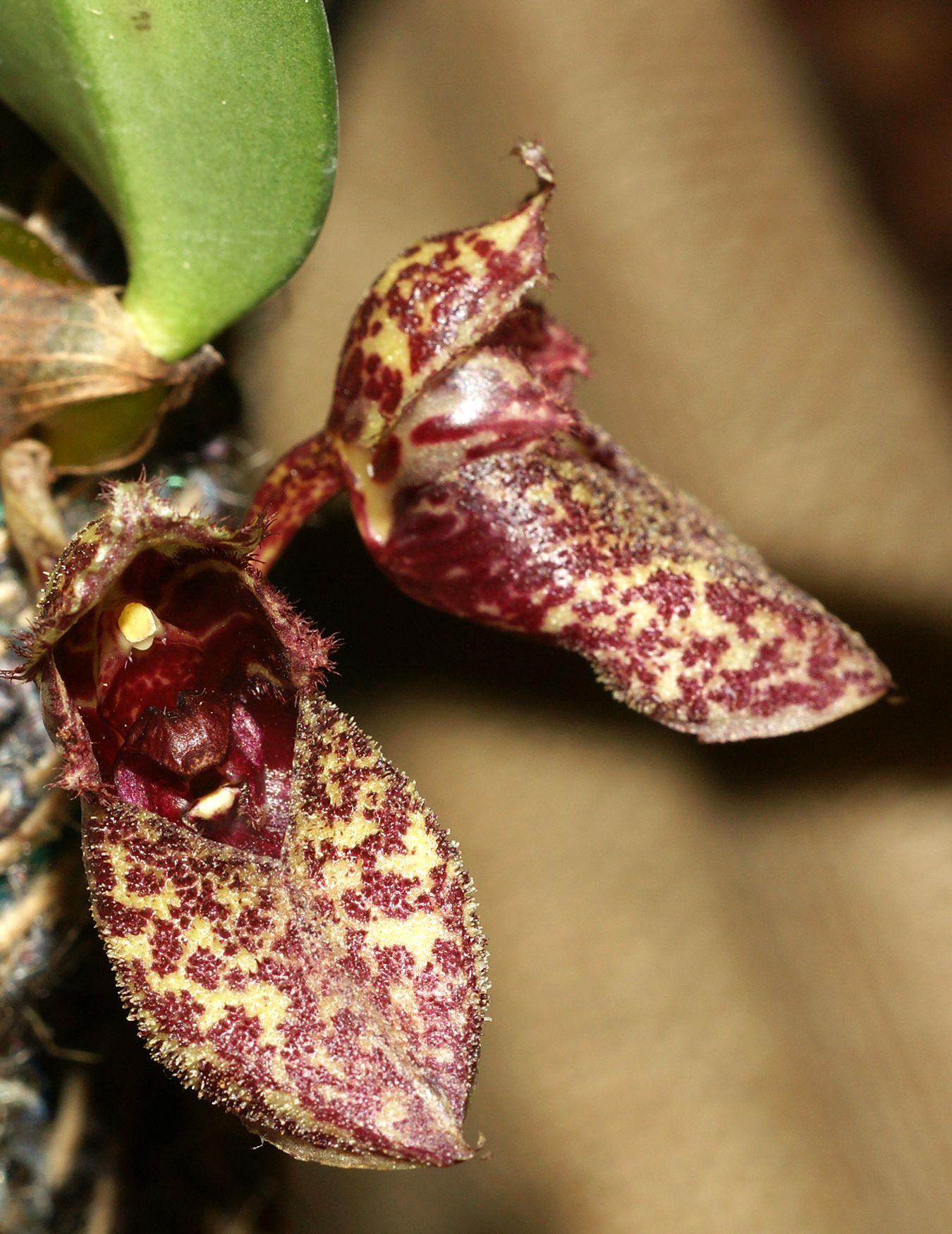